# Albertus Pighius
Albertus Pighius (Albert Pigghe) (Kampen, ca. 1490 - Utrecht, 29 december 1542) was een Nederlands rooms-katholiek theoloog, wiskundige en astronoom. Hij verdedigde de katholieke leer tegen het opkomende protestantisme. De reformatoren Johannes Calvijn en Martin Bucer bestreden zijn opvattingen.

## Leven
Over de afkomst van Pighius is niets met zekerheid bekend. Mogelijk was zijn vader koopman. Pighius studeerde vanaf 1507 in Leuven en behaalde daar de graad van magister artium. Daarna begon hij aan dezelfde universiteit met een studie theologie. Hier kreeg hij onder andere college van Adriaan Florensz, de latere paus Adrianus VI. Pighius zette zijn studie theologie voort aan de Universiteit van Keulen, maar er is geen bewijs dat hij de doctorsgraad verwierf.
Door zijn leermeester Adrianus werd Pighius, toen deze paus geworden was, naar Rome gehaald in de functie van pauselijk kamerheer (cubicularius). Dit bleef hij ook onder Adrianus' opvolgers Clemens VII en Paulus III. Naast zijn taken als kamerheer gaf Pighius onderwijs in de wiskunde en de astronomie aan deze beide pausen. Hij schreef verschillende werken over astronomie, de wenselijke hervorming van de kalender en de Oosters-orthodoxe kerken. Clemens VII stuurde hem op enkele politieke ambassades, onder andere om in 1531 aan Ferdinand van Oostenrijk, die kort voordien rooms koning was geworden, de tekenen van zijn waardigheid te overhandigen. 
In 1535 werd Pighius door Paulus III benoemd tot proost van de Janskerk in Utrecht, waar hij al sinds 1524 kanunnik was. Hij verliet Rome en ging in Utrecht wonen. Hier verbleven twee zoons van zijn zuster Gese bij hem, onder wie de bekende humanist en oudheidkundige Stephanus Winandus Pighius, die de achternaam van zijn oom aan zijn eigen naam toevoegde. In zijn Utrechtse tijd ontwikkelde Pighius zich tot een felle bestrijder van de verschillende protestantse stromingen. Hij keerde zich in zijn Hierarchiae ecclesiasticae assertio (Verdediging van de kerkelijke hiërarchie) uit 1538 tegen de Engelse koning Hendrik VIII en bestreed het conciliarisme dat de macht van de paus wilde inperken.
Op verzoek van de paus nam Pighius deel aan de godsdienstgesprekken tussen katholieken en protestanten in het Duitse Rijk. Op de Conferentie van Worms in 1540 zorgde zijn aanwezigheid voor problemen, omdat niet duidelijk was bij welke groep hij moest worden ingedeeld. Johannes Eck, de leider van de katholieke theologen, accepteerde Pighius niet en voor de theologen die namens keizer Karel V deelnamen was Pighius te uitgesproken katholiek. Uiteindelijk werd hij voortijdig weggestuurd. Dit weerhield hem er niet van om het volgende jaar op eigen initiatief de Eerste Conferentie van Regensburg bij te wonen. Tijdens de gesprekken speelde hij geen rol, maar hij was wel betrokken bij het nagesprek dat de keizer organiseerde tussen zijn eigen theologische adviseurs en de afgevaardigden van de paus.
Na de conferentie in Regensburg reisde Pighius naar Venetië om zijn hoofdwerk te laten uitgeven, de Controversiarum ... explicatio (Uitleg van de geschilpunten), dat in 1542 verscheen. In hetzelfde jaar keerde hij terug naar Utrecht. Een doktersadvies om het rustiger aan te doen negeerde de strijdlustige theoloog en op 28 december overleed hij in zijn woonplaats.
In het laatste jaar van zijn leven schreef Pighius nog een drietal strijdschriften tegen de protestanten. In De libero hominis arbitrio et divina gratia libri X verdedigde hij de leer van de vrije wil en daarmee het vermogen van de mens om aan zijn eigen behoud bij te dragen. Dit werk werd een jaar later door Johannes Calvijn bestreden in Defensio sanae et orthodoxae doctrinae de servitute et liberatione humani arbitrii (Verdediging van de gezonde en zuivere leer betreffende de gebondenheid en bevrijding van de menselijke wil). Calvijn nam Pighius' opvattingen zo serieus dat hij in 1552 nogmaals een boek hieraan wijdde, De aeterna praedestinatione (Over de eeuwige voorbeschikking).
De laatste twee geschriften van Pighius richtten zich tegen Martin Bucer, de reformator van Straatsburg. In Ratio componendorum dissidiorum (Richtlijn om de ketters terug te brengen) bestreed hij Bucers verslag van de Eerste Conferentie van Regensburg en stelde hij dat de godsdienstgesprekken zinloos waren. In het postuum uitgegeven Apologia adversus Martini Buceri calumnias (Verdediging tegen Martin Bucers laster) verdedigde Pighius nogmaals de kerkelijke hiërarchie en het gezag van de paus.